# 투노시나 공항
투노시나 공항(러시아어: Туношна, 영어: Tunoshna Airport)은 러시아 야로슬라블주에 있는 공항으로 주로 공군 기지로 사용되고 있으며 폴렛 에어가 러시아 국내선을 운항한다.

## 운항 노선

### 국내선
| 항공사    | 목적지                                 |
| --------- | -------------------------------------- |
| 폴렛 에어 | 상트페테르부르크, 모스크바(도모데도보) |